# الغميصاء (نجم)
أو بيتا الكلب الأصغر Beta Canis Minoris اسمه التقليدي Gomeisa مشتق من الاسم العربي وهو نجم في كوكبة الكلب الأصغر . وهو نجم أزرق حار من نوع النسق الأساسي ينتمي إلى الفئة الطيفية B8 يملك قدر ظاهري 2.9+ ومن السهل رؤويته بالعين المجردة وهو متغير قليلاً يبعد 162 سنة ضوئية عن الأرض
يتحرك الغميصاء من خلال المجرة بسرعة 26.7 كم / ث نسبة إلى الشمس. يتراوح مدار الغميصاء ما بين 23,800 و25،100 سنة ضوئية من مركز المجرة. قبل 1.5 مليون سنة كان في اقرب مسافة من الشمس عندما كان بقدر ظاهري 1.66 وعلى مسافة 92 سنة ضوئية تقريبا